# バリーカレボー
バリーカレボー（独: Barry Callebaut AG）は、スイス・チューリッヒに本拠をおき、主としてカカオ豆およびチョコレート製品を扱う多国籍企業である。スイス証券取引所上場企業（SIX: BARN）。

## 沿革

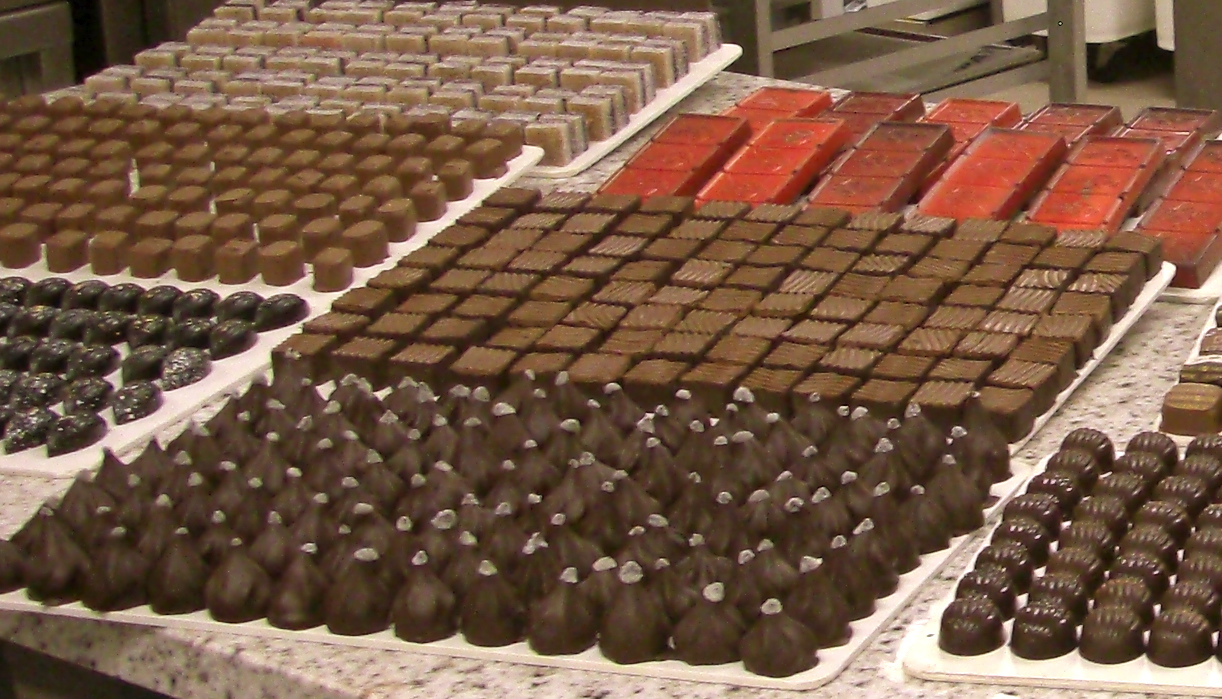
バリーカレボー社製チョコレート

1996年にベルギーのカレボーとフランスのカカオ・バリーの合併によって設立された。1998年に株式上場企業となり、2007年12月、アメリカ合衆国東海岸に拠点を持つFood Processing International, Inc.を買収、2008年1月には中国・蘇州工業園区で生産工場を立ち上げ、2013年にはアジア・ラテンアメリカ地域での成長を目的としてPetra Foods Ltdを買収した。
バリーカレボーは現在、世界の菓子製造業者やショコラティエ、パティシエ、パン屋などの小売業者に至る食品業界に、チョコレートおよびカカオ豆製品を提供している。 また、製品開発、加工、トレーニング、マーケティングの分野で包括的なサービスを提供している。

## 日本法人
日本法人「バリーカレボージャパン株式会社」（Barry Callebaut Japan Ltd.）は、2004年に設立、2007年に森永製菓と長期供給計画の締結に合意し戦略的提携を開始、2008年に森永製菓の尼崎市の工場を買収する形で日本での工場稼働を開始、2013年に群馬県高崎市の高崎森永工場隣接地に新工場（本社工場）を建設し尼崎市から移転した。
東京（大崎ウィズタワー）に、営業オフィスおよび日本における情報発信の拠点「チョコレートアカデミー」を開設している。